# パグウォッシュ (ノバスコシア州)
座標: 北緯45度51分0秒 西経63度40分0秒 / 北緯45.85000度 西経63.66667度
パグウォッシュ（英: Pugwash）はカナダノバスコシア州北岸にある漁業と鉱業、小規模な製造業の村である。この村はノーサンバランド海峡に流れ込むパグウォッシュ川の河口に位置している。2021年現在、人口は746人である。パグウォッシュの由来は、川の近くに関係ある先住民の言葉で「浅瀬」を意味する「Paqweak」である。
パグウォッシュは1500フィートに堆積した塩の頂きにあり、太平洋寄りのカナダ最大に地価埋蔵量を誇り、オックスフォード近くの施設から鉄道で運搬するのと同様に港から船積みされている。
パグウォッシュは1957年にバートランド・ラッセルが組織し地元パグウォッシュ出身の鉄鋼王サイラス・ステーブン・イートン（1883年 - 1979年）がこの村の北にある自分の家のロッジで主催した学者の国際会議「パグウォッシュ会議」が行われた場所として知られている。この会議は冷戦下の東西両陣営から核兵器に反対するために著名な科学者が出席した。この会議はアルベルト・アインシュタインやライナス・ポーリングらが署名した先年の声明（ラッセル＝アインシュタイン宣言）に続くものである。パグウォッシュの住民は、出席者を「大思想家」と呼んだが、パグウォッシュ会議は以来署名者に言及するのを常としている。実際にパグウォッシュを訪れる人は、道路脇の「思想家の家」に入ったことを示す案内に接していたが、その後は「世界が平和のために有名にした」という文言に置き換えられている。きっかけは「国際政治における核兵器の果たす役割を減らし長期的には廃止する努力のために」国際パグウォッシュ会議にノーベル賞が贈られた1995年であった。
次に子供向け風刺漫画の登場人物パグウォッシュ大尉は、作者が新聞記事にこの名前を見付けて会議にちなんで名付けたものである。
パグウォッシュは1800年代にこの地に入植した高地スコットランド人の子孫の多い町である。村の通りの名前は、英語とゲール語で書いてある。村では毎年7月1日に一族が集まり猟師のレガッタを行ってスコットランドの遺産を祝っている。パグウォッシュ即ちノバスコシア州北岸全域は、暖流と砂浜で知られている。夏の暖流はアメリカ合衆国の南北カロライナ州の北では最も暖かい海流になっていると言う人がいる。
しろめ製の船とみやげ物は、パグウォッシュのもう一つの重要な産業である。カンバーランド郡周辺出身の学生を受け入れる土地の高等学校同様サイラス・イートンにちなんだ小学校が村にある。パグウォッシュは最近夏の間運営する小規模な農民市場を開始した。